# Kim zostanę?
Kim zostanę? (ros. Кем быть?, Kiem byt'?) – radziecki krótkometrażowy film animowany z 1948 roku w reżyserii Dmitrija Babiczenko. Powstały na podstawie wiersza Władimira Majakowskiego pt. „Kim chciałbym zostać”. Film wychwala pracę i szacunek dla każdego zawodu.

## Opis
Chłopczyk i dziewczynka zastanawiają się nad wyborem przyszłych zawodów, które będą wykonywać, gdy dorosną.

## Animatorzy
Boris Diożkin, Rienata Mirienkowa, Jelizawieta Komowa, Giennadij Filippow, Nikołaj Fiodorow

## Wersja polska
W Polsce film został wydany w serii: Kolorowe filmy rysunkowe obok takich animacji jak Słoń i mrówka, Mistrz narciarski, Noc noworoczna i Dzieje jednej obrączki.